# Sourdeval-les-Bois
Ne doit pas être confondu avec Sourdeval.
Sourdeval-les-Bois est une ancienne commune française du département de la Manche et de la région Normandie, peuplée de 224 habitants, commune déléguée au sein de Gavray-sur-Sienne depuis le 1er janvier 2019.

## Toponymie
Le nom de la localité est attesté sous la forme Sordeval en 1280. 
Dans sourde, René Lepelley voit le latin sordidus, « sale », « boueux »,.

## Histoire
Le curé avait les dîmes de la paroisse. Le fief de Sourdeval qui relevait du comté de Mortain était au XVIIe siècle la possession de Sébastien de Montaigu.
Lors de la formation de la commune en l'an III, la paroisse de La Haye-Comtesse a été rattachée à Sourdeval-les-Bois.
Le 1er janvier 2019, la commune fusionne avec Gavray, Le Mesnil-Amand, Le Mesnil-Rogues et La Baleine pour former la commune nouvelle de Gavray-sur-Sienne et devient alors une commune déléguée.

## Politique et administration
| Période                                  | Période       | Identité      | Étiquette | Qualité                                |
| ---------------------------------------- | ------------- | ------------- | --------- | -------------------------------------- |
| 1972                                     | mars 2014     | Gérard Lecanu | SE        | Président de la communauté de communes |
| mars 2014                                | décembre 2018 | Michel Canu   | SE        | Retraité                               |
| Les données manquantes sont à compléter. |               |               |           |                                        |

| Période                                  | Période  | Identité    | Étiquette | Qualité  |
| ---------------------------------------- | -------- | ----------- | --------- | -------- |
| janvier 2019                             | En cours | Michel Canu | SE        | Retraité |
| Les données manquantes sont à compléter. |          |             |           |          |

## Démographie
En 2021, la commune comptait 224 habitants. Depuis 2004, les enquêtes de recensement dans les communes de moins de 10 000 habitants ont lieu tous les cinq ans (en 2007, 2012, 2017, etc. pour Sourdeval-les-Bois) et les chiffres de population municipale légale des autres années sont des estimations.
| 1793 | 1800 | 1806 | 1821 | 1831 | 1836 | 1841 | 1846 | 1851 |
| ---- | ---- | ---- | ---- | ---- | ---- | ---- | ---- | ---- |
| 309  | 577  | 597  | 590  | 626  | 613  | 610  | 616  | 660  |

| 1856 | 1861 | 1866 | 1872 | 1876 | 1881 | 1886 | 1891 | 1896 |
| ---- | ---- | ---- | ---- | ---- | ---- | ---- | ---- | ---- |
| 633  | 614  | 559  | 475  | 500  | 504  | 449  | 413  | 382  |

| 1901 | 1906 | 1911 | 1921 | 1926 | 1931 | 1936 | 1946 | 1954 |
| ---- | ---- | ---- | ---- | ---- | ---- | ---- | ---- | ---- |
| 350  | 345  | 345  | 249  | 265  | 248  | 270  | 261  | 254  |

| 1962 | 1968 | 1975 | 1982 | 1990 | 1999 | 2007 | 2011 | 2016 |
| ---- | ---- | ---- | ---- | ---- | ---- | ---- | ---- | ---- |
| 246  | 241  | 196  | 185  | 184  | 181  | 165  | 183  | 211  |

| 2019 | - | - | - | - | - | - | - | - |
| ---- | - | - | - | - | - | - | - | - |
| 227  | - | - | - | - | - | - | - | - |

## Lieux et monuments
- Église Notre-Dame[10] des XVIIe – XXe siècles. L'édifice ayant été très endommagé le 30 juillet 1944, les paroissiens utilisèrent l'église Saint-Pierre de La Haye-Comtesse. L'église fut à nouveau endommagée en 1989 par la foudre et restaurée en 1990[11].
- Croix de cimetière de Sourdeval-les-Bois du XVIIe siècle et de La Haye-Comtesse.
- Église Saint-Pierre de La Haye-Comtesse des XVIIIe – XIXe siècles. L'édifice abrite un pavement du XVe, une statue de saint Marcouf du XVe, un tableau de saint Pierre apôtre du XIXe.
- Moulin de La Haye-Comtesse.

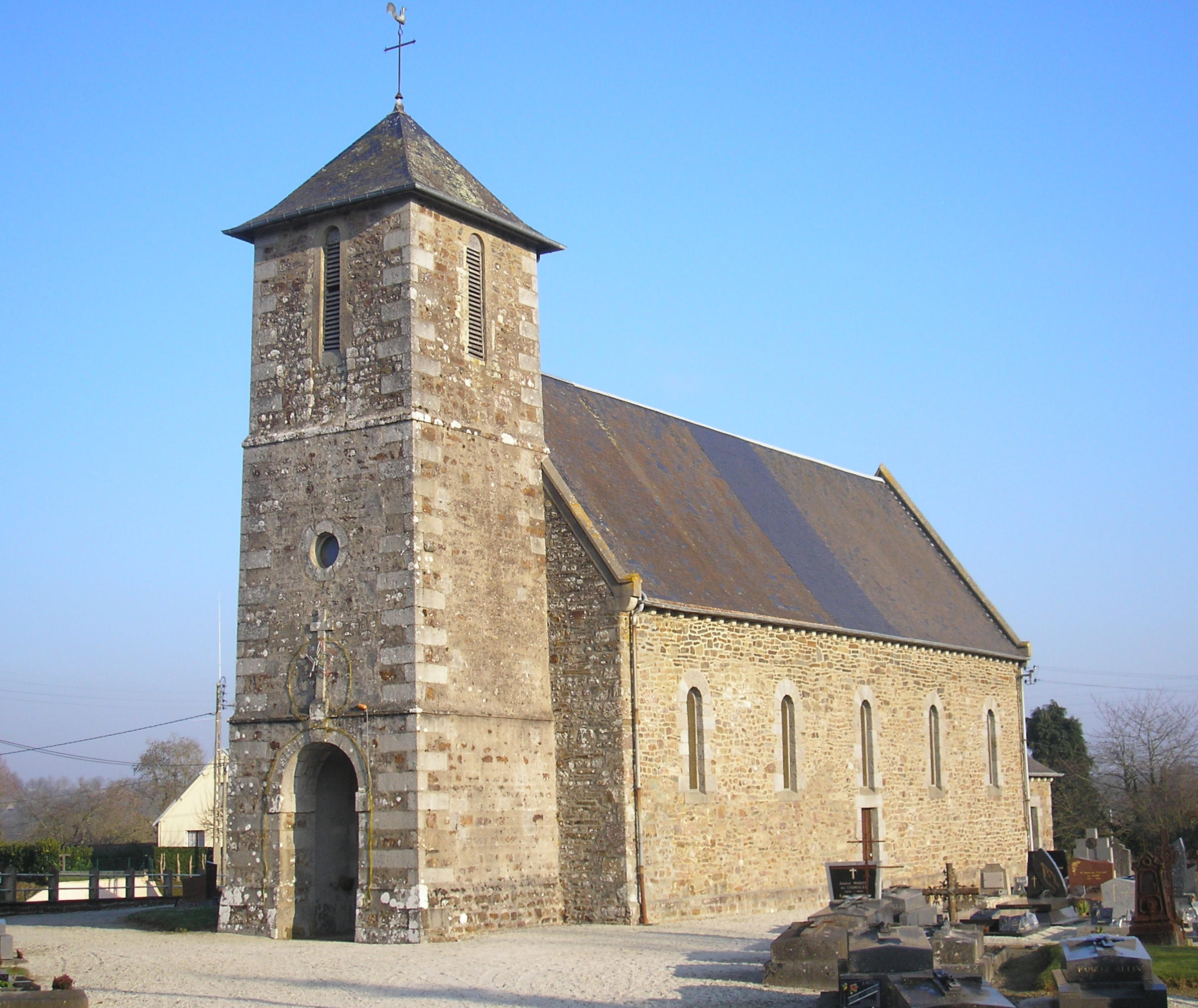
L'église Notre-Dame.
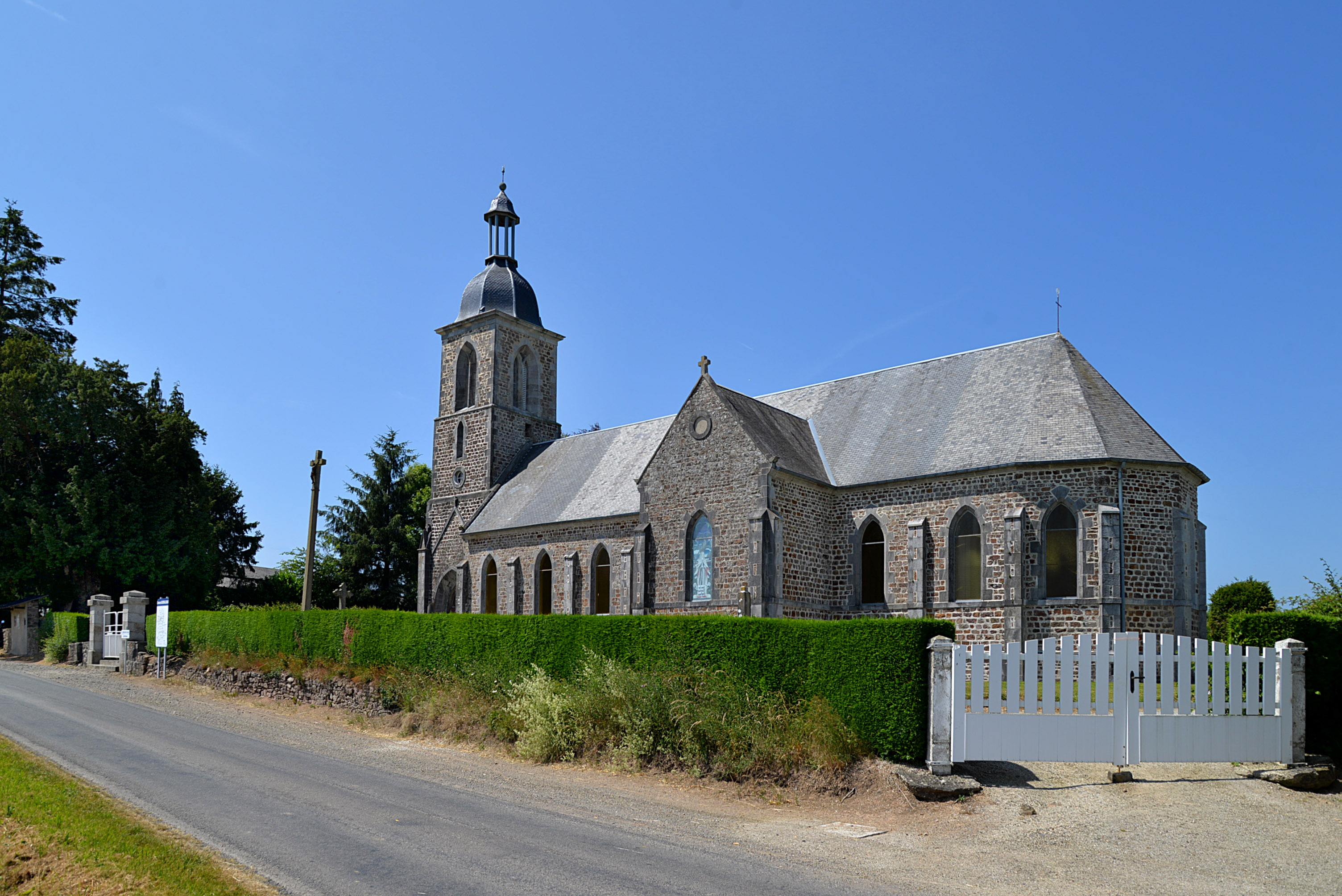
L’église Saint-Pierre.
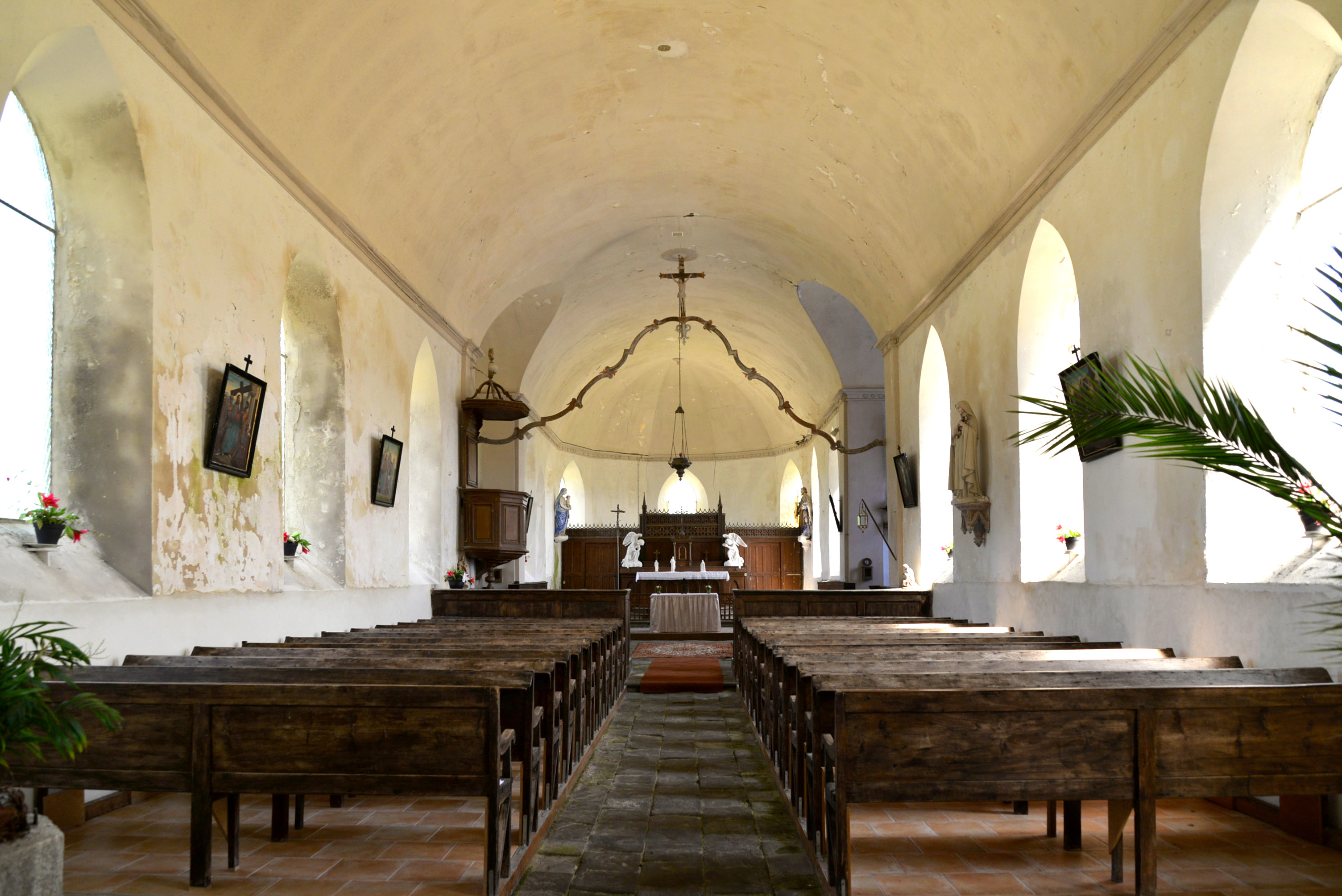
La nef de l’église Saint-Pierre.